# Facultad de Ciencias Económicas (Universidad de Antioquia)
La Facultad de Ciencias Económicas de la Universidad de Antioquia se encuentra ubicada en la ciudad de Medellín, Colombia. Es una unidad académica fundada en 1944, dedicada al estudio, la investigación y difusión de las disciplinas relacionadas con los campos de la administración, la contaduría y la economía.

## Historia
El 20 de octubre de 1944, y por idea del Doctor Elías Abad Mesa, en aquel tiempo decano de la Facultad de Derecho, el Consejo Directivo de la Universidad de Antioquia, por medio del Acta 760, se creó la Escuela de Ciencias Económicas como una dependencia de la Facultad de Derecho. En dicha acta se señaló la decisión de comenzar los trabajos al inicio del siguiente año. La actual Facultad de Ciencias Económicas es una de las primeras cuatro de Colombia, en su naturaleza.
La Escuela inició efectivamente trabajos en 1945 con sus primeros estudiantes fundadores. Entre estos alumnos cabe nombrar a los cinco que terminaron sus estudios en la Escuela: Fabio Arango Cárdenas, Diego Calle Restrepo, Hernán García Piedrahíta, Bernardo Gómez Álvarez y Gustavo Montoya Toro.
En 1946 fue aprobada la independencia de la Escuela y en 1947 esta inició trabajos bajo su nueva situación y en una instalación distinta del ocupado por la Facultad de Derecho. Al doctor Jorge Eduardo Cárdenas Nanneti se le encomendó organizar la Escuela gracias a su experiencia anterior en Bogotá en la Escuela de Ciencias Económicas de la Universidad Nacional de Colombia.
En 1949 se graduaron los primeros catorce profesionales de la Escuela: los cinco fundadores ya antes mencionados y nueve alumnos que comenzaron sus estudios en 1946. En 1952 la Escuela obtuvo la condición de "Facultad Mayor" y el título de Facultad de Ciencias Económicas. Hasta 1962 la Universidad contaba con esta Facultad para generar profesionales en los campos de Economía, Administración y Contaduría, pero, esta preparación se realizaba por medio de un único programa de estudios, llamado Economía, cuya duración hasta 1960 era de cuatro años. Todos los alumnos recibían la misma educación y su posibilidad de especialización dentro de la Facultad obedecía, en parte, a su consagración especial en los temas de algún curso y del tema elegido para su tesis de grado.
El primer egresado en Ciencias Económicas por la Universidad de Antioquia obtuvo su título el 2 de diciembre de 1952. Entre esta fecha y el 13 de diciembre de 1962, fecha del último grado de ese año, se podría considerar la primera etapa de la Facultad, se graduaron sesenta y cuatro estudiantes, o sea, seis o siete por año en promedio. De los cuales cincuenta y nueve se graduaron con tesis individuales y cinco con dos tesis colectivas.
Aparte de los sesenta y cuatro graduados en el período 1952-1962 la Universidad otorgó en 1955, por idea e intermedio de la Facultad, el doctorado "Honoris Causa" en Ciencias Económicas al señor José Gutiérrez Gómez, abogado, empresario y hombre público.
Entre 1952-1962 es un período que se caracteriza por ser de grandes sucesos en la Facultad. La década comenzó con la evolución de la Escuela en Facultad. En 1954 surgió el primer número de la Revista Ciencias Económicas, publicación oficial de la Facultad que perduró hasta 1965. En dicha revista la Facultad publicaba las tesis de grado más sobresalientes de sus egresados, la información de las conferencias públicas que patrocinaba, y los artículos de sus docentes y de otros notorios académicos colombianos de aquel tiempo.
En 1955 se inauguró una edificación de dos plantas, adecuado en aquel momento, para la sede de la Facultad, levantada en el lote de la vieja casa que desde 1947 usaba la Escuela y luego Facultad. Esta construcción fue ocupada hasta 1969.

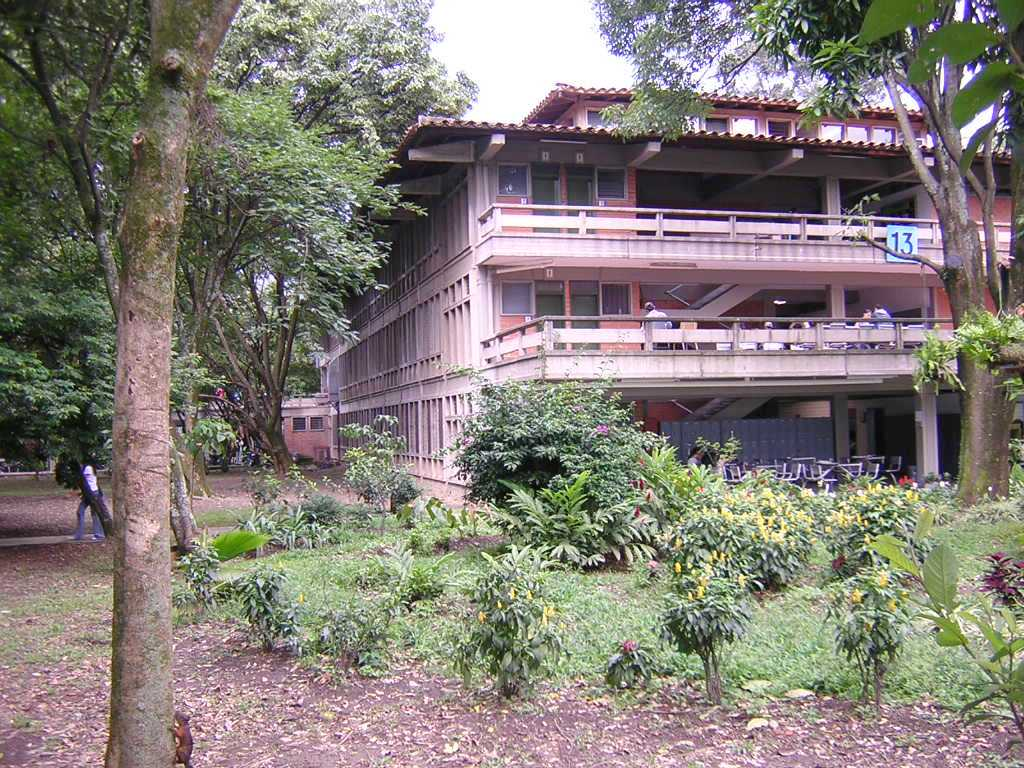
Bloque 13 sede la Facultad de Ciencias Económicas.

En 1962 finaliza la primera etapa de la Facultad. En consecuencia, en ese año el Consejo Directivo de la Universidad, por medio del Acuerdo N.º 5 del 9 de marzo, aprobó la conformación del Centro de Investigaciones Económicas —CIE—, de la Facultad. Además en ese año fue la creación, por medio del Acuerdo N.º 3 del 19 de septiembre, de la Facultad de Contaduría Pública, bajo la dependencia del decano de la Facultad de Ciencias Económicas.
En 1967 se llevó a cabo una transformación académico-administrativa y la recién creada Facultad de Contaduría se anexó como departamento a la Facultad de Ciencias Económicas.
Se aprobó otra reforma en 1975, mediante la cual se eliminaron los énfasis en Administración y en Planeación y Desarrollo dentro de la carrera de Economía y, a cambio, se creó el programa profesional de Administración de Empresas, el cual conduce al título de administrador y se concretó el programa de Economía, consagrado únicamente a la preparación de economistas profesionales en el sentido estricto de la palabra. En 1983 se crean el Centro de Investigaciones y Consultorías Administrativas —CICA— y el Consultorio Contable, adscritos a Administración y Contaduría correspondientemente.

## Gobierno
La Facultad está administrada por un decano, quien representa al rector en la Facultad y es designado por el Consejo Superior Universitario para períodos de tres años. Existe un Consejo decisorio en lo académico y asesor en los demás asuntos. Está integrado así: el Decano, quien preside, El Vicedecano, quien actúa como Secretario con voz y sin voto, el Jefe del Centro de Extensión, los tres jefes de Departamento, un egresado graduado designado por las asociaciones de egresados y que no esté vinculado laboralmente con la Universidad para un período de dos años, un profesor elegido por los profesores de la Facultad en votación universal, directa y secreta para un período de un año y un estudiante elegido por los estudiantes de la misma en votación universal, directa y secreta para un período de un año. El elegido puede cumplir los requisitos del representante estudiantil ante el Consejo Superior.

## Programas

### Pregrado
Los programas académicos para formación de profesionales universitarios que actualmente oferta esta Facultad son:
- Administración de Empresas (Medellín y otros municipios de Antioquia)
- Contaduría Pública (Medellín y otros municipios de Antioquia)
- Economía (solo en Medellín)
- Desarrollo Territorial (únicamente en la seccional oriente, Universidad de Antioquia)

### Posgrado
En la sede de posgrados de la Universidad de Antioquia, ubicada en el sector de la Aguacatala de la ciudad de Medellín, la Facultad de Ciencias Económicas ofrece los siguientes programas de especialización y maestría:
- Especialización en Asesoría y Consultoría de Organizaciones
- Especialización en Auditoría y Control de Gestión
- Especialización en Bolsa y Banca
- Especialización en Evaluación Socioeconómica de Proyectos
- Especialización en Gestión Tributaria
- Especialización en Responsabilidad Social Empresarial
- Maestría en Administración (MBA)
- Maestría en Ciencias Contables
- Maestría en Economía
- Maestría en Finanzas
- Maestría en Gestión de Ciencia, Tecnología e Innovación
- Maestría en Gestión Humana
- Maestría en Políticas Públicas

## Publicaciones

### Contaduría
- Revista Contaduría
- Revista Adversia

### Economía
- Revista OIKOS (descontinuada)
- Revista Lecturas de Economía
- Perfil de Coyuntura Económica (descontinuada)
- Observatorio de la Seguridad Social
- Borradores del CIE

## Grupos de investigación
- Grupo Comportamiento Humano Organizacional —COMPHOR
- Grupo de Investigación en Marketing —Imark
- Grupo de Investigación en Gestión Organizacional —GESTOR
- Grupo de Investigación en Finanzas —GIFi
- Grupo de Estudios Regionales —GER
- Grupo Economía de la Salud —GES
- Grupo de Microeconomía Aplicada
- Grupo de Macroeconomía Aplicada
- Grupo de Econometría Aplicada
- Grupo de Investigación en Ciencias Contables —GICCO